# 後藤幸男
後藤 幸男（ごとう ゆきお、1928年8月20日 - 2024年1月15日）は、日本の経営学者。経営学博士（神戸大学・論文博士・1968年）。神戸商科大学名誉教授・元学長。2006年瑞宝中綬章受章。

## 略歴
愛知県一宮市生まれ。名古屋大学経済学部卒業。1954年同大学院修了、名古屋大学助手、1957年神戸商科大学講師、1959年助教授、1965年教授、1968年「企業の投資決定論」で経営学博士（神戸大学）の学位を取得。1986年学長。1990年定年退任、名誉教授、追手門学院大学経営学部教授。2001年日本経営財務研究学会会長。2006年瑞宝中綬章受章。

## 著書
- 『企業の投資決定理論』中央経済社 1965
- 『経営計画と経営分析』税務経理協会 経営分析シリーズ　1979
- 『資金管理論』中央経済社 現代会計学選集　1983

### 共編著
- 『経営学を学ぶ』執筆者代表 有斐閣選書　1971
- 『経営財務』森昭夫共編 有斐閣双書　1972
- 『付加価値会計』青木脩,山上達人共編 中央経済社 1977
- 『テキストブック経営分析 経営構造と経営能力の分析』山上達人共編 有斐閣ブックス　1979
- 『経営学総論』編 税務経理協会 1986
- 『現代経営管理のフロンティア』編著 中央経済社 1988
- 『現代の企業財務戦略』編 税務経理協会 1988
- 『財務・金融小辞典』諸井勝之助共編著 中央経済社 1992
- 『新経営管理論講義 増補版』中橋国蔵,三木信一共編著 中央経済社 1992
- 『新経営財務論講義』田淵進共編著　中央経済社 1994
- 『経営と会計のニュー・フロンティア』山中雅夫,中橋国蔵,西村慶一共編著 中央経済社 1998
- 『ベンチャーの戦略行動』植藤正志,西村慶一,狩俣正雄共編著 中央経済社 1999
- 『経営学』鳥邊晋司共編著 税務経理協会 2001

### 翻訳
- H.アルバッハ『設備投資と資金計画』溝口一雄共訳 ダイヤモンド社 1964
- F&V.ルッツ『投資決定の理論』日本経営出版会 1969
- ヴォルフガンク・リュッケ『資金計画』溝口一雄共訳 税務経理協会 1970
- M.J.ゴードン『投資と企業評価』野村健太郎共訳 中央経済社 1972

## 論文
- ＜後藤幸男